# JR西日本KiHa 187系柴聯車
JR西日本KiHa187系柴聯車（キハ187系， Kiha-187-kei ）是由西日本旅客鐵道（JR西日本）使用的柴聯車，用於行駛超級隱岐號、超级松風號和超级因幡號等特快列車。

## 概要
本型車乃為取代老舊的181系柴聯車，並應對山陰地區高速巴士的競爭而設計，是JR西日本自1987年4月開業以後，所推出的第一種特快列車用柴聯車。本型車獲得2002年日本鐵道之友會桂冠獎。
本型車基本設計採用JR四國2000系柴聯車的可控制自然傾斜機制。但在本型車之後，直到JR四國2700系柴聯車在2019年推出之前，其間18年都沒有類似的車輛。
2001年山陰本線安來站至益田站區間速限提升，開始行駛由島根縣補助資金，而由新潟鐵工所製造的本型車的0番台，隨著2003年山陰本線米子站至鳥取站之間，以及因美線鳥取站至智頭站之間路線標準改善，引進由鳥取縣補助，由日本車輛製造的10、500番台，列車行車速度大為提升。 
形式編號「187」本來是計畫使用於國鐵末期，改造183型電聯車而使其能獨力運轉通過碓冰嶺的計畫電聯車，但後來並未實現。因此本型車是日本國鐵與JR時期中首次出現的編號為187系的車輛。

## 構造
山陰地區的路線多陡坡和急彎，本型車採用大功率引擎和可控制自然傾斜裝置。本型車設計時有下列目標：
1. 建立JR西日本標準型車輛
2. 儘量節省人力。
3. 設計簡約但具溫暖感的車輛。

### 車體
本型車為JR西日本特快列車中首先採用不鏽鋼車體者，設計著重於降低重心與減輕重量。塗裝方面，考慮將用於行駛高級列車，窗戶周圍的顏色使用深藍色，上下兩側有黃色的條紋，代表山陰地區海面和湖泊的光芒，且將駕駛室端面的下半以及貫通門採黃色，以提高警示性。
車身橫截面和結構與同為可控制自然傾斜式柴聯車的JR四國2000系與JR北海道Kiha 281系不同。採用普通滑門而非滑塞門，側窗為獨立的固定窗，而非大型單一連續車窗。
キハ187-5+1005編組曾更改塗裝以宣傳石見地區的城鎮和旅遊，於 2019 年 11 月恢復正常塗裝。

#### 主要機器
基本設計基於JR四國2000系，為可控制傾斜式柴聯車。
每輛車安裝兩部小松製作所所製造的 SA6D140H柴油引擎（450ps / 2,100rpm），以因應行駛於山區路線所需的高出力，各轉向架靠近車體中央部分的軸為動力軸，故每車有兩個動力軸。變速箱（DW21 型）為液聯一段、直聯四段，可自動變速。
剎車採用電動指令式氣軔並用引擎剎車，因應行駛於多雪地區，配備有耐雪剎車。基本軔機為全軸單側踏面制軔，但無滑走控制裝置。
為提高營運與維護的效率，JR西日本將電聯車與柴聯車的設備共通化與標準化，減少了零件數量。本型車基本零件和設備與同時生產的223系電聯車共用。駕駛台與223系電聯車類似，使用橫軸雙桿式主控台和列車緊急停車裝置（EB裝置），還有列車情報制御装置 (TICS）。
控制方式以JR西日本其他列車（如223系電聯車）為基礎，捨棄傳統柴聯車的「機械驅動方式」而改用TICS的電氣控制控制。
空調、控制裝置、輔助機器所需電力，來自於與柴油引擎經由恆速傳動裝置連接而驅動的發電機；不管引擎轉速如何變化，恆速傳動裝置可使發電機的電力輸出固定。喇叭採用與221系電聯車列車相同的氣笛，而非音樂喇叭。

### 車内
行駛於山陰地區，本型車設計的方針為「讓人感覺溫暖的車輛」，車內採用暖色調佈置，扶手和窗框採用木質材料，所有內部零件都可以使用簡單的工具進行安裝和拆卸。座椅與683系電聯車相同，以標準化零件降低成本。
車內廁所位於山陰本線的下關方向端，為無障礙設計，且有尿布更換台。洗臉盆也安裝在廁所內，而非獨立空間。車廂門上設置半自動開關門按鈕，但在實際營運中並未讓車門以半自動操作。門鈴與KiHa126系0番台相同。

## 子形式

### 形式與編組
每編組由两辆车组成。 
キハ187形0番台・10番台 (Mc1)
在編組中位於新山口方向的先頭車。除了引擎、發電機、蓄電池外，車內有無障礙西式廁所。載客量58人。
キハ187形1000番台・1010番台 (Mc2)
在編組中位於鳥取方向的先頭車。除了引擎、發電機、蓄電池外，車廂設有吸煙區。載客量60人。
キハ187形500番台 (Mc1')
在編組中位於岡山和鳥取方向的先頭車。除了引擎、發電機、蓄電池外，車內有無障礙西式廁所。載客量56人。
キハ187形1500番台 (Mc3)
在編組中位於上郡方向的先頭車。除了引擎、發電機、蓄電池外，車廂設有吸煙區。本型的車門位於駕駛室端。載客量56人。
由於行駛區間乘客較少，所有車廂都是端面為貫通式的普通艙等，附有駕駛室；並無不具駕駛室的綠色車廂和中間車。基本編組由2輛車組成，但所有車廂兩端都使用附有電氣連結器的密著式連結器，因此編組可以拆分成單輛，以便列車增掛；客流量高的季節，每列列車可能會有三到六輛車。

### 0番台
因應山陰本線米子站和增田站之間提升行車速度，本型車在2001年由新潟鐵工所製造14輛，由2001年7月7日開始行駛超級隱岐號與超級國引號（現在的「超級松風號」）列車。山陰本線高速化計畫，是由島根縣與JR西日本合作的，為了提升彎道通過速度，改善了彎道路基、使用PC枕木、車站內設置通過線，並且引進本型車與KiHa 126系等新型柴聯車。
0番台在車頂配備一台空調機（WAU707型），車身側面貼有島根縣花卉牡丹的圖案。 2008年春天曾用於「超級因幡號」編組的中間加掛車。

### 10番台
在2003年10月1日的改點，山陰本線鳥取站與米子站之間提升營運速度，為了加開特快列車，由日本車輛於該年製造四輛本型車，配屬於JR西日本米子支社的後藤綜合車輛所。
本型與0番台相比有下述改進：空調機為 WAU707A型且增加為每輛車2部、排氣管降噪與減振措施、地板隔音與防振措施，還增加了變速箱輸出限制模式。自動列車停止裝置（ATS）為 Sw 型，但預備可以相容 P 型。
客艙的座椅絨布的顏色也有改變。因應空調機增加，車頂上的空調護罩增加為兩個，車身側面貼有鳥取縣的花卉「二十世紀梨花」的圖案。

### 500番台
因美線智頭站至鳥取站之間營運速度提升，於2003年10月1日的改點，由日本車輛於該年製造八輛本型車，將「因幡號」特快車提升營運速度，改稱為「超級因幡號」。本番台車輛配屬於後藤綜合車輛所。這些車輛偶爾也用於「超級松風號」的加掛車輛。
500番台與 10番台幾乎相同，自動列車停止裝置相容於 ATS-Sw 型和 P 型，故可用於行駛智頭急行線的「超級因幡號」。但因安裝了ATS-P型相關設備，載客量比0番台和10番台小。此外窗戶、車門門和座椅的佈局也有一些改變。
另外，由於本型車的端面採切妻型，行駛於智頭急行線的超級因幡號，為了減少降低通過部分單線隧道時的微壓波，進入隧道時的速度有所限制。2011年，鐵道綜合技術研究所進行了一項實驗，在端面安裝了改善空氣動力學特性的裝置，但尚未實際採用。

## 歴史
- 2001年7月7日：山陰本線米子站和益田站之間提升行駛速度，本型車0番台開始行駛「超級隱岐號」與「超級國引號。
- 2003年10月1日：山陰本線鳥取站至米子站和因美線智頭站至鳥取站區間提升行駛速度，「超級國引號」改名「超級松風號」，由本型車增備車10番台行駛「超級隱岐號」與「超級松風號」，500番台行駛「超級因幡號」。本型車取代所有的KiHa181系柴聯車[5]。
- 2007年3月18日：「超級因幡號」全面禁煙，500番台的吸菸室設備改為站立空間的手機室。
- 2009年6月1日：所有列車禁菸，0、10番台的吸煙室改為手機室[6]。